# Dolerotricha
Dolerotricha là một chi bướm đêm thuộc họ Gelechiidae.